# Kisar
Kisar là một thị trấn thuộc hạt Szabolcs-Szatmár-Bereg, Hungary. Thị trấn này có diện tích 15,43 km², dân số năm 2010 là 1048 người, mật độ 68 người/km².